# Confabulación (redes neuronales)
Una confabulación, también conocida como memoria falsa, degradada o corrupta, es un patrón estable de activación en una red neuronal artificial o conjunto neuronal que no se corresponde con ningún patrón aprendido previamente. El mismo término se aplica también al proceso de error neuronal (no artificial) que conduce a un falso recuerdo (confabulación).

## Ciencia cognitiva
En la ciencia cognitiva, la generación de patrones confabulatorios es sintomática de algunas formas de trauma cerebral. En este sentido, las confabulaciones se relacionan con patrones de activación neuronal inducidos patológicamente que se apartan de la experiencia directa y las relaciones aprendidas. En el modelado computacional de este tipo de daños, las patologías cerebrales relacionadas, como la dislexia y la alucinación, son el resultado de la simulación de lesiones y de la muerte de neuronas. Las formas de confabulación en las que el cerebro rellena incorrectamente la información que falta o está incompleta suelen modelarse mediante el conocido proceso de red neuronal denominado compleción de patrones.

## Redes neuronales
La confabulación ocupa un lugar central en la teoría de la cognición y la conciencia de S. L. Thaler, según la cual los pensamientos y las ideas se originan en redes neuronales tanto biológicas como sintéticas a medida que se nuclean recuerdos falsos o degradados a partir de diversas formas de fluctuaciones y daños neuronales y sinápticos. Estos nuevos patrones de activación neuronal se convierten en ideas a medida que otras redes neuronales perciben su utilidad o valor (es decir, el bucle tálamo-cortical). La explotación de estos falsos recuerdos por parte de otras redes neuronales artificiales constituye la base de los sistemas de inteligencia artificial inventiva que se utilizan actualmente en el diseño de productos, el descubrimiento de materiales y la improvisación de robots militares. Los sistemas confabulatorios compuestos de este tipo se han utilizado como sistemas sensoriales para la inteligencia y la planificación militar, sistemas de control autoorganizados para robots y vehículos espaciales, y entretenimiento. El concepto de confabulación oportunista surgió de experimentos con redes neuronales artificiales que simulaban la apoptosis de células cerebrales. Se descubrió que la percepción, la ideación y la planificación motora novedosas podían surgir de daños neurobiológicos reversibles o irreversibles.

## Razonamiento inductivo computacional
Robert Hecht-Nielsen también utiliza el término confabulación para describir el razonamiento inductivo realizado mediante redes bayesianas. La confabulación se utiliza para seleccionar la expectativa del concepto que sigue a un contexto determinado. No se trata de un proceso deductivo aristotélico, aunque da lugar a una deducción simple cuando la memoria sólo contiene acontecimientos únicos. Sin embargo, la mayoría de los sucesos y conceptos se producen en contextos múltiples y conflictivos, por lo que la confabulación produce un consenso sobre un suceso esperado que puede ser mínimamente más probable que muchos otros sucesos. Sin embargo, dada la restricción de la teoría de que el ganador se lo lleva todo, ése es el acontecimiento/símbolo/concepto/atributo que se espera. Se postula que este cálculo paralelo en muchos contextos se produce en menos de una décima de segundo. La confabulación surgió del análisis vectorial de la recuperación de datos, como el análisis semántico latente y las máquinas de vectores soporte. Se está aplicando computacionalmente en computadoras paralelas. 